# آیدا هایراپتیان
آیدا ساهاکی هایراپتیان (ارمنی: Աիդա Սահակի Հայրապետյան؛  زادهٔ ۲۵ مهٔ ۱۹۲۶) مترجم، تاریخ‌نگار ادبی اهل ارمنستان است.

## زندگی‌نامه
وی در ۲۵ مه ۱۹۲۶ در مسکو به دنیا آمد و از مدرسه ابتدایی شماره ۱۹ نیکول آقبالیان (۱۹۴۳), دانشگاه دولتی ایروان (۱۹۴۸) و دانشگاه دولتی علوم پرورشی خاچاطور آبوویان ارمنستان (۱۹۵۳) فارغ‌التحصیل گشت. عضو اتحادیه نویسندگان اتحاد شوروی بود و در آوانگارد و دانشگاه دولتی زبان‌ها و علوم اجتماعی بروسوف ایروان فعالیت می‌کند. همچنین برندهٔ جوایزی همچون چهره فرهنگی شایسته ارمنستان شوروی شده‌است.